# ریو نیشیگوچی
ریو نیشیگوچی (انگلیسی: Ryo Nishiguchi؛ زادهٔ ۴ نوامبر ۱۹۹۰) بازیکن فوتبال اهل ژاپن است.